# Rivière Caribou (rivière Sainte-Marguerite)
Pour les articles homonymes, voir Caribou (homonymie) et Rivière Caribou.
La rivière Caribou est un affluent de la rivière Sainte-Marguerite traversant la municipalité de Saint-Fulgence, dans la municipalité régionale de comté (MRC) du  Fjord-du-Saguenay, dans la région administrative du Saguenay–Lac-Saint-Jean, au Québec, au Canada.
Le cours de cette rivière traverse la partie Sud-Ouest de la zec Martin-Valin.
La partie supérieure est desservie par la route de la zec Martin-Valin laquelle se connecte vers le Sud à la route 172,,.
La foresterie constitue la première activité économique du secteur ; les activités récréotouristiques, en second.
La surface de la rivière Caribou est habituellement gelée de la fin novembre au début avril, toutefois la circulation sécuritaire sur la glace se fait généralement de la mi-décembre à la fin mars.

## Géographie
Les principaux bassins versants voisins de la rivière Caribou sont :
- côté Nord : rivière Sainte-Marguerite, ruisseau Barre, lac Le Breton, lac Betsiamites ;
- côté Est : rivière Sainte-Marguerite, rivière Sainte-Marguerite Nord-Est ;
- côté Sud : grand lac Saint-Germains, rivière Saguenay ;
- côté Ouest : rivière aux Outardes, rivière Sainte-Marguerite, ruisseau Canada[2].

La rivière Caribou prend sa source du lac McLelland (longueur : 1,7 km ;
altitude : 302 m). L’embouchure de ce lac est situé à 0,5 km au Sud-Ouest du sommet (altitude : 340 m) de la Montagne des Érables. À partir du lac de tête, le cours de la rivière Caribou descend sur 6,4 km selon les segments suivants :
- 2,2 km vers le Nord-Est, jusqu'à un ruisseau (venant du Nord-Ouest) lequel draine le Lac de la Bête Puante ;
- 4,2 km vers l’Est en recueillant cinq petits ruisseaux (venant chacun du Sud), jusqu'à l'embouchure de la rivière[2].

La rivière Caribou se déverse sur la rive Sud de la rivière Sainte-Marguerite. À partir de l'embouchure de la rivière Caribou, le courant suit le cours de la rivière Sainte-Marguerite vers les Sud-Est, puis le Sud ; cette dernière se déverser sur la rive Nord de la rivière Saguenay dont le courant se dirige vers l’Est, jusqu'à la hauteur de Tadoussac où il conflue avec le fleuve Saint-Laurent.

## Toponymie
Le toponyme « rivière Caribou » a été officialisé le 28 août 1980 à la Banque des noms de lieux de la Commission de toponymie du Québec.